# Lisette Oropesa
Lisette Oropesa (* 1983 in New Orleans, Louisiana) ist eine amerikanische Opernsängerin im Stimmfach lyrischer Koloratursopran. 

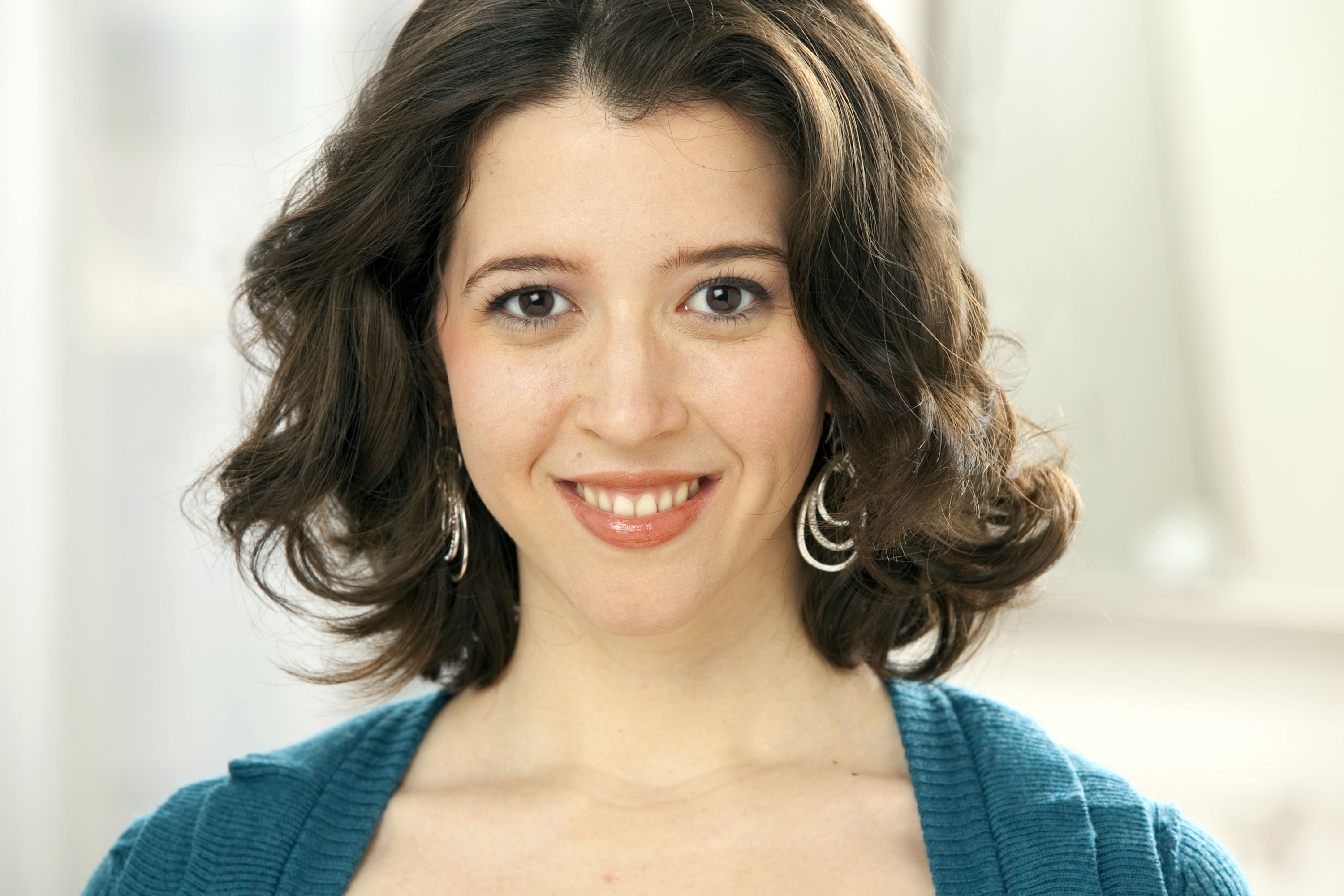
Lisette Oropesa (2011)

## Leben
Lisette Oropesa wurde in New Orleans als Tochter der Opernsängerin und späteren Musiklehrerin Rebeca Oropesa Ulloa geboren. Sie studierte zunächst Flöte und Gesang an der Louisiana State University, und nach der Entscheidung, den Gesang zum Beruf machen zu wollen, nur noch Gesang. 2005 gewann sie das National Council Grand Finals Concert der Metropolitan Opera, und kam so mit 22 Jahren in das Lindemann Young Artists Development Program des Opernhauses. Mit 22 Jahren startete ihre internationale Karriere mit ihrem Debüt als Susanna in Le nozze di Figaro an der Metropolitan Opera, an der Seite von Erwin Schrott als Figaro.
Zu ihren international gefeierten Auftritten als Opernsängerin zählen unter anderem Lucia in Lucia di Lammermoor am Royal Opera House in London und am Teatro Real in Madrid, Violetta in La traviata in der Arena di Verona und an der Metropolitan Opera, die Titelrolle in Massenets Oper Manon und Händels Rodelinda am Gran Teatre del Liceu in Barcelona, Gilda in Rigoletto an der Metropolitan Opera, am Grand Théâtre de Genève und am Teatro dell’Opera di Roma, Amalia in Giuseppe Verdis I masnadieri am Teatro alla Scala in Mailand, Konstanze in Die Entführung aus dem Serail an der Bayerischen Staatsoper in München und an der Pariser Oper, Marguerite in Les Huguenots, Rosina in Il barbiere di Siviglia und Adina in L’elisir d’amore an der Pariser Oper, Marie in La fille du régiment, Susanna in Le nozze di Figaro in der Washington National Opera, Isabelle in Robert le diable am Theatre de la Monnaie in Brüsse, Ophélie in Hamlet an der Opéra de Lausanne sowie Auftritte u. a. beim Glyndebourne Festival, Rossini Opera Festival, an der Santa Fe Opera, und in Tanglewood.
Oropesa wird sowohl für ihre Gesangs-Technik gefeiert, – so wird oft ihre „makellose Technik“, „großartige“ und „klare Stimme“ gelobt –, aber auch für ihre darstellerischen Leistungen („subtile psychologische Nuancen“, „wahrhaftig“, „ist die Inkarnation der Violetta“ etc.). Das spanische Online-Magazin Notodo bezeichnete sie als „eines dieser außergewöhnlichen Dinge, die wie ein Haley-Komet einmal alle 10 Jahre erscheinen“.
Als Konzertsängerin tritt sie mit international renommierten Orchestern wie u. a. dem Concertgebouw-Orchester, der Accademia di Santa Cecilia, dem Chicago Symphony Orchestra, dem Cleveland Orchestra, dem Orchestre de Paris und dem Philadelphia Orchestra auf, und gestaltet auch Liederabende mit deutschem, italienischen, englischen und spanischem Liedrepertoire u. a. mit dem Pianisten Vlad Iftinca.
2019 wurde sie für ihren Gesang mit dem Richard Tucker Award und dem Beverly Sills Award ausgezeichnet.
Im Sommer 2020 gab sie eine Serie von Zoom-Masterclasses über Sänger betreffende Themen; von Gesangstechnik und Warmup bis zu Motivation, sängerischer Gesundheit, künstlerischer Karriereplanung und weiteren Themen.
2020/21 war sie für den International Opera Awards nominiert.

## Auszeichnungen
- National Council Grand Finals Concert der Met, 2005[2]
- Licia Albanese Puccini Competition, 1. Preis, 2007
- Operalia Competition Zarzuela Award und 3. Preis, 2007
- Sullivan Foundation Award, 2008
- Gerda Lissner Foundation Award, 2008
- George London Award, 2008
- Musique et Vin, Young talent award, 2012[11]
- Richard Tucker Award, 2019
- Beverly Sills Award, 2019
- Classical Post Awards: Most innovative singer, 2019[12]
- International Opera Awards 2021, Nominierung in der Kategorie Sängerin[10]
- International Opera Awards 2024, Auszeichnung in der Kategorie Sängerin des Jahres[13]

## Diskografie
- Lisette Oropesa & Vlad Iftinca – Within / Without, Mordent Media 2017 (Lieder von Joseph Haydn, Franz Schubert, Felix Mendelssohn Bartholdy, Francis Poulenc, Samuel Barber, Fernando Obradors, Giacomo Meyerbeer)
- Lisette Oropesa, Michael Borowitz – Aux filles du désert, Mordent Media 2018 (Lieder von Pablo Luna, Wolfgang Amadeus Mozart, Leonard Bernstein, Camille Saint-Saens, George Bizet und eine Arie von Gaetano Donizetti)
- Gustav Mahler: Symphonie Nr.8, Philadelphia Orchestra, Yannick Nézet-Séguin (Dirigent), mit u. a. Lisetta Oropesa (Sopran), Deutsche Grammophon 2019
- Lisette Oropesa: Ombra Compagna. Wolfgang Amadeus Mozart – Concert Arias, mit Il Pomo d’Oro, Antonello Manacorda (Dirigent), PentaTone 2021 (Konzertarien von Wolfgang Amadeus Mozart)[14][15]
- Lisette Oropesa: Rossini & Donizetti – French Belcanto Arias, Arien aus Le Siège de Corinthe, Guillaume Tell, Le comte Ory, Les martyrs, Lucie de Lammermoor, La fille du régiment; mit Sächsischer Staatsopernchor Dresden, Dresdner Philharmonie, Corrado Rovaris (Dirigent), PentaTone 2022[16]
- Giuseppe Verdi: La traviata, mit Lisette Oropesa (Violetta), René Barbera, Lester Lynch, Sächsischer Staatsopernchor Dresden, Dresdner Philharmonie, Daniel Oren, PentaTone 2022 (2 SACD)
- Georg Friedrich Händel: Theodora, mit Lisette Oropesa (Theodora), Joyce DiDonato, Paul-Antoine Bénos-Djian, Michael Spyres, John Chest, mit Il Pomo d’Oro, Maxim Elelyanychev (Dirigent), PentaTone 2022 (3 CD)

## Filmographie (Auswahl)
- Giuseppe Verdi: Rigoletto. Mit Lisette Oropesa (Gilda), Carlos Alvarez, Liparit Avetisyan, Brindley Sherratt, Ramona Zaharia, Orchestra of the Royal Opera House Covent Garden, Antonio Pappano (Dirigent), Oliver Mears (Regie). Covent Garden / Opus Arte 2021.
- Jean-Philippe Rameau: Les Indes galantes. Mit Lisette Oropesa (Hébé, Zima), Goran Juric, Ana Quintans, Tareq Nazmi, Cyril Auvity, Anna Prohaska u. a., Balthasar-Neumann-Chor, Münchner Festspielorchester, Ivor Bolton (Dirigent), Sidi Larbi Cherkaoui (Regie). Bayerische Staatsoper / Belair Classiques 2017.
- Giuseppe Verdi: Falstaff. Mit Ambrogio Maestri, Paolo Fanale, Lisette Oropesa (Nanetta), u. a., The Metropolitan Opera Orchestra & Chorus, James Levine (Dirigent), Robert Carsen (Regie). The Metropolitan Opera / Decca 2015.
- Georg Friedrich Händel, Antonio Vivaldi, Jean-Philippe Rameau, André Campra, Jean-Marie Leclair, Henry Purcell, Jean-Féry Rebel, Giovanni Battista Ferrandini: The Enchanted Island. Barockopern-Pasticcio. Mit Joyce DiDonato, Danielle De Niese, David Daniels, Lisette Oropesa (Miranda), u. a., The Metropolitan Opera Orchestra, Chorus & Ballet, William Christie (Dirigent), Phelilm McDermott (Regie). The Metropolitan Opera / Virgin classics 2012.
- Giacomo Puccini: La Rondine. Mit Angela Gheorghiu, Roberto Alagna, Lisette Oropesa (Lisette), u. a., Metropolitan Opera Orchestra & Chorus, Marco Armiliato (Dirigent), Nicolas Joël (Regie). The Metropolitan Opera / Warner Classics 2010.
- Engelbert Humperdinck: Hänsel und Gretel. Mit Christine Schäfer, Alice Coote, Philip Langridge, Lisette Oropesa (Taumännchen) u. a., The Metropolitan Opera Orchestra & Chorus, Vladimir Jurowski (Dirigent), Richard Jones (Regie). The Metropolitan Opera / EMI Classics 2008.[17]

## Privates
Immer wieder berichtete sie in Interviews über Bodyshaming in der Opern-Szene. So erzählte sie 2018, dass sie 2005 auf Grund ihres den Entscheidern von Castings damals zu hoch erschienenen Gewichts keine Chance zum Vorsingen bekommen habe und ihr Rollen verwehrt wurden. Um ihre Karriere fortsetzen zu können, stellte sie daher ihre Ernährung um, begann Marathon zu laufen und nahm radikal ab. Sie konstatiert, dass in zeitgenössischen Opernproduktionen Agilität gefragt ist („they want people to be agile — we are dancing, jumping, and people carry you“), und dass bei Castings zuallererst die Dicken herausfliegen würden. („If they have a thousand girls to choose from, the first ones they are going to cut are the fat girls.“)